# An Imaginative Woman
An Imaginative Woman is een kort verhaal van de Engelse schrijver Thomas Hardy. Het verscheen voor het eerst in The Pall Mall Magazine in april 1894 en werd opgenomen in de in datzelfde jaar uitgebrachte verhalenbundel Life's Little Ironies.
Het verhaal speelt zich gedeeltelijk af in de badplaats Solentsea, In Hardy's fictieve graafschap Wessex de aanduiding voor Southsea, en in een noordelijker gelegen grote stad waar het echtpaar uit het verhaal woont. Ella en William Marchmill, beiden rond de dertig, hebben drie jonge kinderen. Van veel affectie tussen de echtelieden is geen sprake meer; een gevoel van vriendschap steekt af en toe de kop op. Hij is wel beleefd en voorkomend, maar bij tijden ook onverschillig. Ook zij is niet even geïnteresseerd in wat haar man eigenlijk doet, al stuit zijn beroep van wapenmaker haar wel wat tegen de borst. De interessesferen van de twee lopen echter sterk uiteen: hij is een nuchtere man, die de grillen van zijn vrouw zo goed mogelijk verdraagt, zij heeft hogere ambities en ziet zichzelf vooral als liefhebber van hooggestemder culturele zaken, met name de poëzie, aan het schrijven waarvan zij zich ook overgeeft om haar tijd te vullen. Enkele gedichten van haar, onder haar schrijversnaam John Ivy, zijn gepubliceerd in bladen, maar veel aandacht trokken ze niet. Kortom, op het oog een alledaags en niet erg opwindend huwelijk. Het gezin brengt een vakantie door in Solentsea.

## Het verhaal
William is op zoek naar een geschikt pension in de badplaats. Als hij die gevonden lijkt te hebben blijkt de beschikbare ruimte te klein voor het gezin, aangezien er een vaste bewoner is die twee kamers tot zijn beschikking heeft. De pensionhoudster wil de goede klandizie echter niet verliezen en krijgt de bescheiden vaste gast zover dat hij voor enkele weken uitwijkt. Het wordt Ella duidelijk dat de kamer die zij nu bewoont die is van de door haar gewaardeerde en bewonderde lyrische dichter Robert Trewe. Aangezien haar man zich vooral bezighoudt met zeiltochtjes met vrienden, waar zij niet van houdt, wordt ze op zichzelf teruggeworpen en begint zij een zekere passie te ontwikkelen voor de dichter. Diverse malen lijkt het tot een ontmoeting te komen, maar het komt er steeds niet van. Eenmaal thuis begint ze een correspondentie met de dichter, die zich echter op de vlakte houdt. Een poging hem met een vriend uit te nodigen in haar huis loopt ook op niets uit. Op een dag verneemt zij uit de krant dat de man zelfmoord heeft gepleegd, en dat vermoedelijk gedaan heeft uit onvermogen een hem onbekende vrouw te leren kennen. In wanhoop verzoekt zij de pensionhoudster om een foto en een haarlok, die zij ook ontvangt. Zij gaat zelfs zo ver het graf van de pas overledene te bezoeken. Haar man, die wel vermoedt wat er gaande is, reist haar achterna en treft haar aan op het kerkhof. Zijn reactie is zoals gewoonlijk laconiek. Ella is inmiddels zwanger van haar vierde kind en vermoedt zelf dat ze die gebeurtenis niet zal overleven, wat ook het geval blijkt. Als hij op den duur tijdens de voorbereidingen voor zijn tweede huwelijk de foto en de haarlok van de overleden dichter aantreft, meent hij in zijn jongstgeborene de trekken te herkennen van Robert Trewe...